# St. Antonius von Padua (Schönewald)

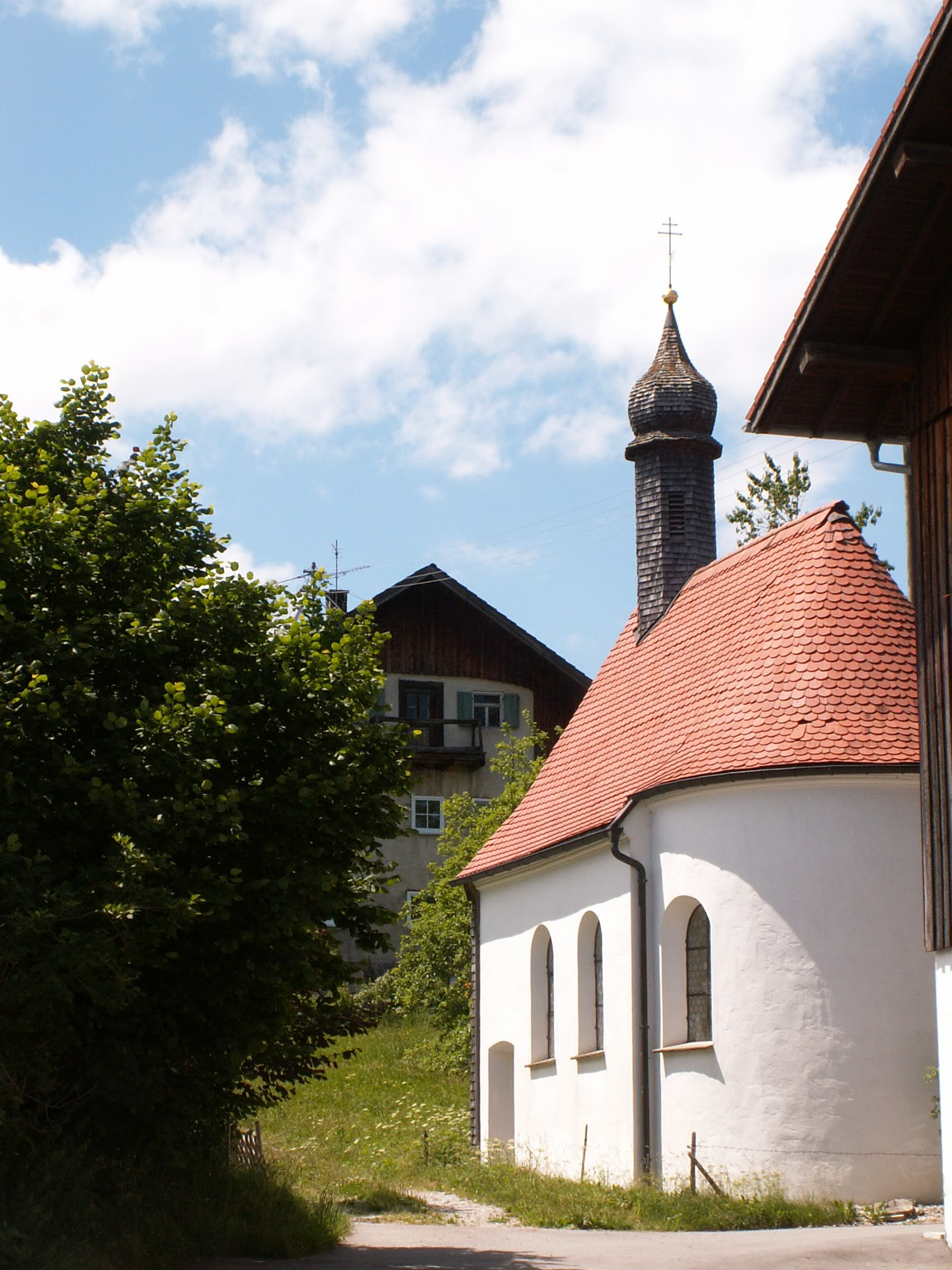
St. Antonius von Padua in Schönewald

Die römisch-katholische Kapelle St. Antonius von Padua steht in Schönewald in der schwäbischen Gemeinde Rückholz. Das Bauwerk ist in der Liste der Baudenkmäler in Rückholz als Baudenkmal unter der Nr. D-7-77-168-9 eingetragen.

## Beschreibung
Die 1689 gebaute Saalkirche besteht aus einem Langhaus und einem eingezogenen, halbrund geschlossenen Chor im Osten. Aus dem Satteldach des Langhauses erhebt sich ein mit Schindeln verkleideter, achteckiger Dachreiter, der mit einer Zwiebelhaube bedeckt ist. Die Deckenmalerei im Innenraum wird Johann Heel zugeschrieben. Im Chor ist Magnus von Füssen dargestellt, im Langhaus ist an der Brüstung der Empore Antonius von Padua zu sehen.